# Equisetum scirpoides
Equisetum scirpoides là một loài dương xỉ trong họ Equisetaceae. Loài này được Michx. mô tả khoa học đầu tiên năm 1803.

## Hình ảnh

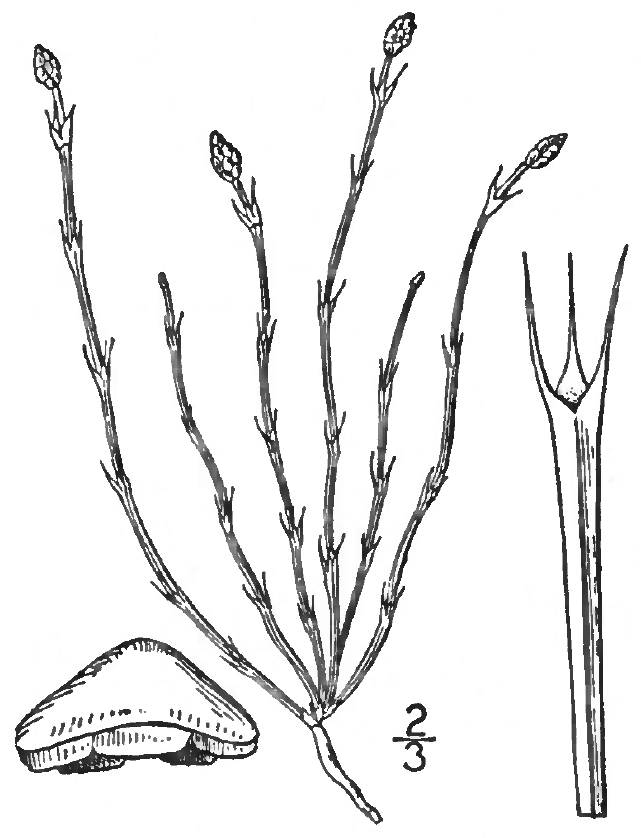
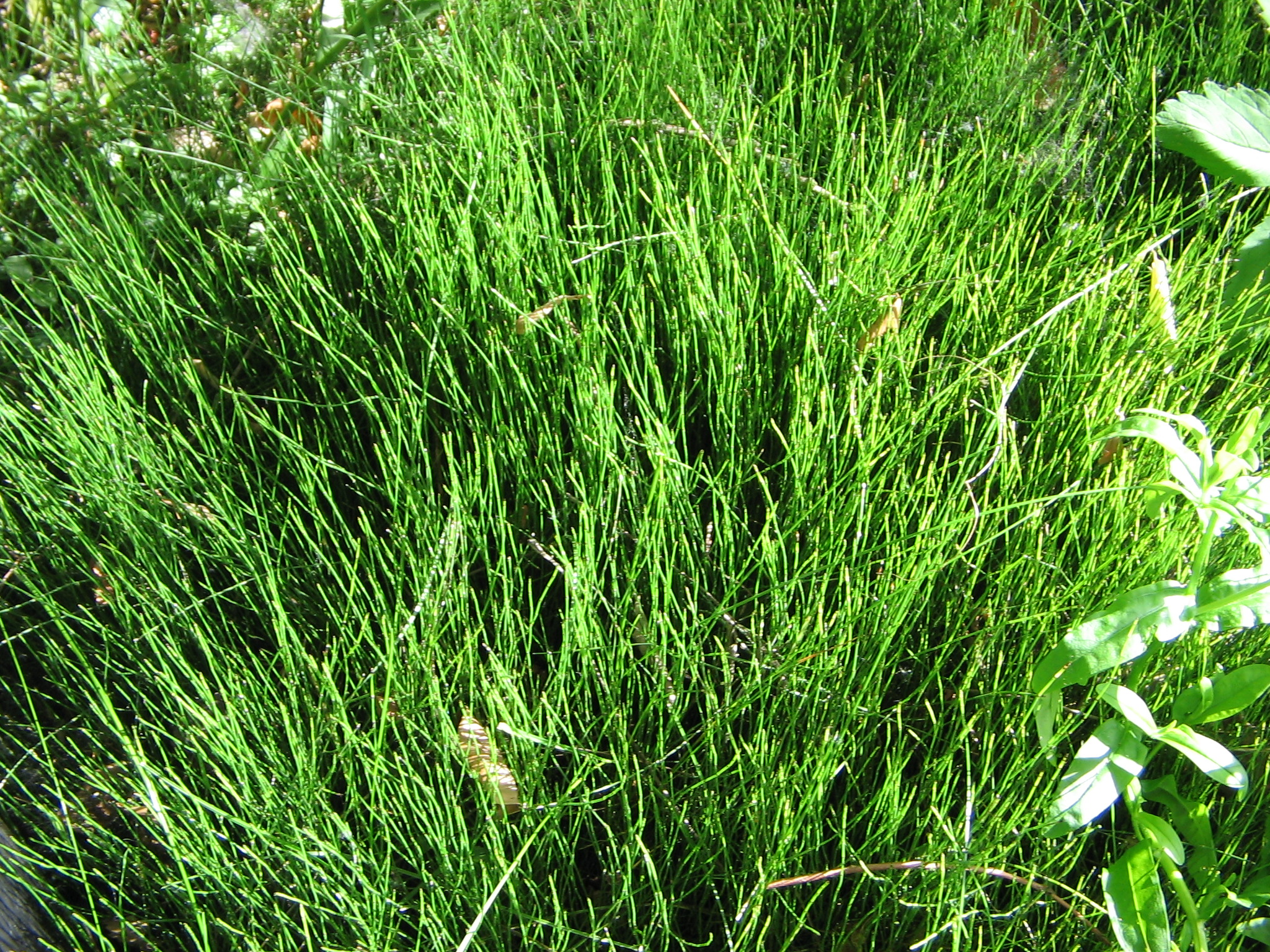
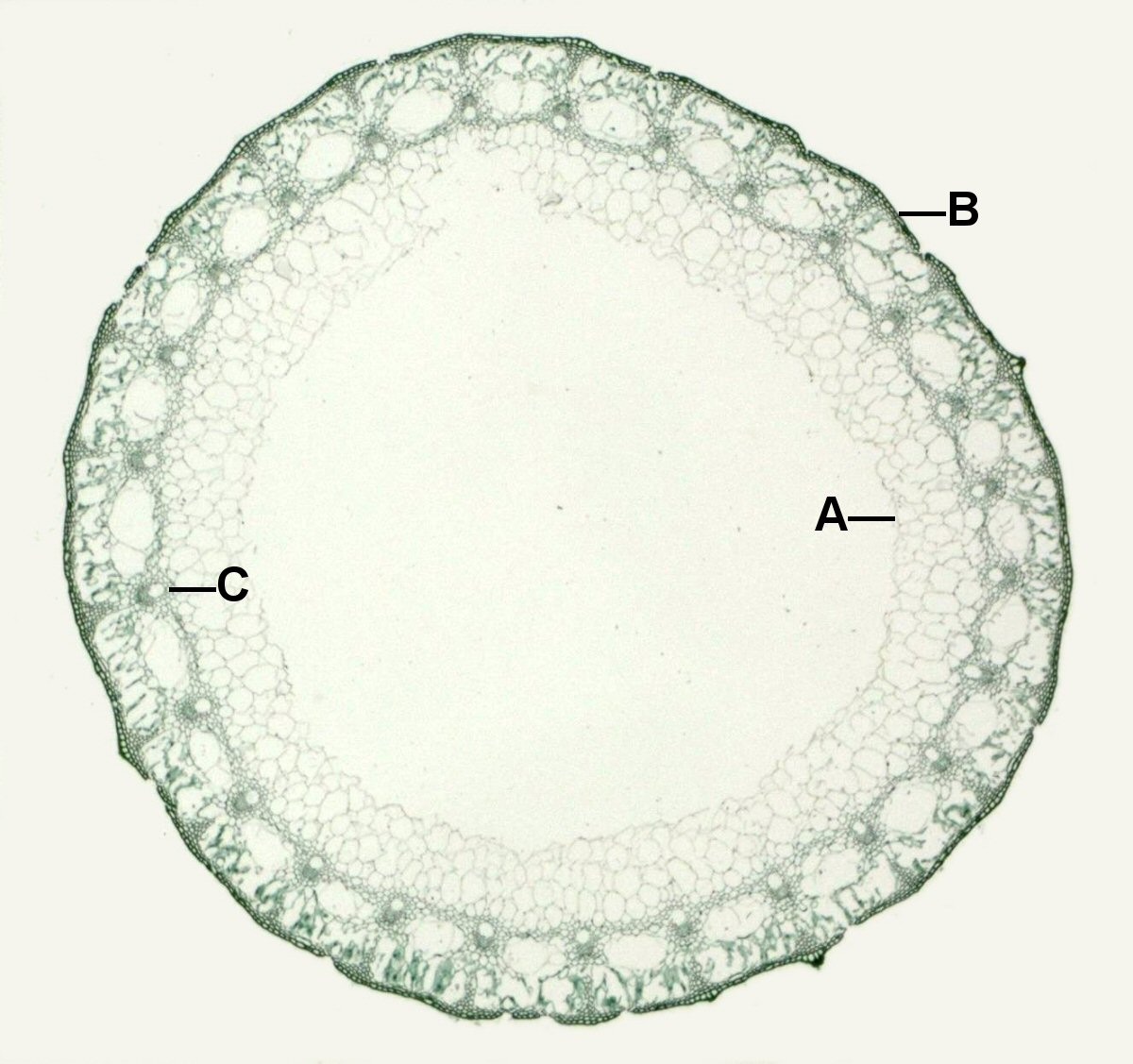
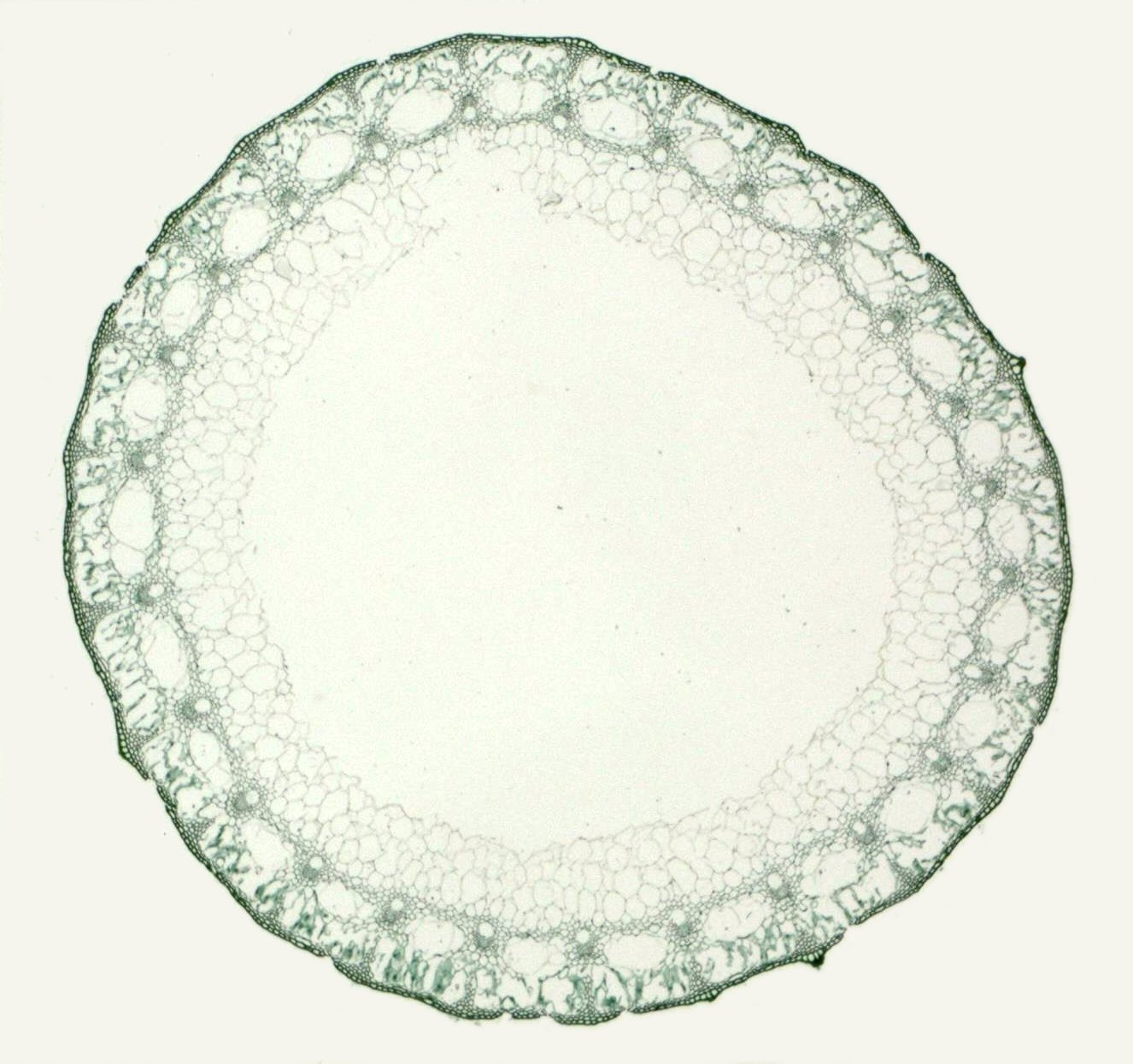